# Grupo Ezentis

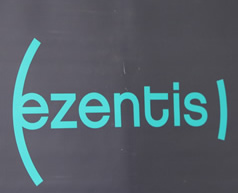
Grupo Ezentis

A Ezentis (antiga Avánzit) é um grupo empresarial listado nas bolsas de valores de Madri e Bilbau. Ele tem mais de 50 anos de experiência nos setores de tecnologia, infraestrutura e telecomunicações.
O Grupo é organizado em três áreas principais de negócio: Ezentis Infraestructuras (grupo de infraestrutura tecnológica), Ezentis Tecnologia (Soluções em tecnologia da informação e comunicações), Ezentis Telecom (soluções de telecomunicações). Ele também detém uma participação na Vertice 360°, um empresa de serviços audiovisuais. O Grupo tem uma ampla presença internacional na América Latina, Caribe, Norte da África e Europa Oriental. Com mais de 5000 funcionários ao longo 3 continentes, a nível internacional, o Grupo está trabalhando em diversos setores, tais como telecomunicações, transportes, energia e serviços públicos e Infraestrutura civil (projetos de obras e construção civil).

## Presidência
- Mario Armero; de janeiro de 2010 até setembro de 2011;
- Manuel Garcia-Duran; de setembro de 2011 até o presente.